# 335
| 335                |
| ------------------ |
| Dødsfald - Fødsler |
|                    |

| Gregoriansk kalender | 335 CCCXXXV             |
| Ab urbe condita      | 1088                    |
| Armensk kalender     | I/T                     |
| Kinesiske kalender   | 3031 – 3032 甲午 – 乙未 |
| Etiopisk kalender    | 327 – 328               |
| Jødisk kalender      | 4095 – 4096             |
| Hindukalendere       |                         |
| - Vikram Samvat      | 390 – 391               |
| - Shaka Samvat       | 257 – 258               |
| - Kali Yuga          | 3436 – 3437             |
| Iransk kalender      | 287 BP – 286 BP         |
| Islamisk kalender    | 296 BH – 295 BH         |

Se også 335 (tal)

## Begivenheder
- Koncilet i Tyrus, et lokalt kirkekoncil med deltagelse af bl.a. Eusebius af Cæsarea

## Dødsfald
- 31. december – Pave Sylvester 1.